# Rešica
Rešica (ungarisch Reste; deutsch Reste oder Reschte) ist eine Gemeinde im Osten der Slowakei mit 364 Einwohnern (Stand 31. Dezember 2024). Sie liegt im Okres Košice-okolie, einem Teil des Košický kraj.

## Geografie
Die Gemeinde liegt etwa 24 Kilometer südwestlich von Košice und direkt an der Grenze zu Ungarn. Das 12,5 km² große Gemeindegebiet umfasst einen Abschnitt des Talkessels Košická kotlina und dem sich südlich anschließenden Hügelland Bodvianska pahorkatina (ungarisch Cserehát). Das Ortszentrum liegt auf einer Höhe von 192 m n.m., die höchsten Erhebungen im Gemeindegebiet markieren der Červený grúnik mit 305 m sowie der Kraľov vrch mit 307 m über dem Meer an der ungarischen Grenze. Das ebene Gelände im Norden der Gemeinde wird von der Ida, ihrem Nebenfluss Konotopa sowie zahlreichen Kanälen und Abzugsgräben entwässert.
Nachbargemeinden von Rešica sind Mokrance und Čečejovce im Norden, Buzica im Osten, Büttös und Kány im Süden sowie Janík im Westen.

## Geschichte
Im Jahr 1319 wurde das Dorf erstmals schriftlich als Rechita erwähnt. Über Rechyte (1395) und Restha (1630) entwickelte sich der Name des Dorfes allmählich zu Rešica. Die ungarischsprechenden Bewohner nannten es seit jeher Reste. Im Mittelalter hatten mehrere Herrschaften Besitzanteile am Dorf, so die Familien Abovcov, Fiszkov, Omodyov und Gedeonov Im Jahr 1590 wurde das Dorf von Tataren geplündert und niedergebrannt. Für den anstehenden Wiederaufbau und die Wiederbesiedlung waren die Bewohner ab 1620 für einige Jahre von den Steuern befreit. 1828 hatte Rešica 83 Häuser mit 550 Einwohnern, im Jahr 1910 zählte man 441 Bewohner. Bis zum Vertrag von Trianon gehörte das Dorf zum Komitat Abaúj-Torna im Königreich Ungarn und wie alle in diesem Komitat liegenden und mehrheitlich ungarischsprachigen Orte kam Rešica nun zur Tschechoslowakei. Nach dem Ersten Wiener Schiedsspruch  lagen die Gemeinden von 1938 bis 1945 noch einmal in Ungarn.

## Bevölkerung
| Jahr                | 1994 | 2004    | 2014     | 2024  |
| ------------------- | ---- | ------- | -------- | ----- |
| Anzahl der Personen | 382  | 363     | 325      | 364   |
| Unterschied         |      | −4,97 % | −10,46 % | +12 % |

| Jahr                | 2023 | 2024    |
| ------------------- | ---- | ------- |
| Anzahl der Personen | 352  | 364     |
| Unterschied         |      | +3,40 % |

Nach den Ergebnissen der Volkszählung 2001 lebten in Rešica 377 Einwohner, davon
- 90,45 % Ungarn,
- 9,28 % Slowaken,
- 1,49 % Roma.

84,1 % der Bewohner bekannten sich zur römisch-katholischen Kirche.

## Sehenswürdigkeiten
Unmittelbar nebeneinander stehen die alte und neue römisch-katholische Kirche Unserer Lieben Frau vom Rosenkranz (Rímskokatolícky kostol Panny Márie Ružencovej). Die alte Kirche, 1928 geweiht, wurde vollständig von den Gläubigen finanziert. Baumaterial für den Dachstuhl kam von einem Vorgängerbau, der abgerissen werden musste. Der erste Spatenstich für die neue Kirche erfolgte im Jahr 2003, im Jahr 2006 wurde sie fertiggestellt

beide Maria-Rosenkranz-Kirchen in Rešica
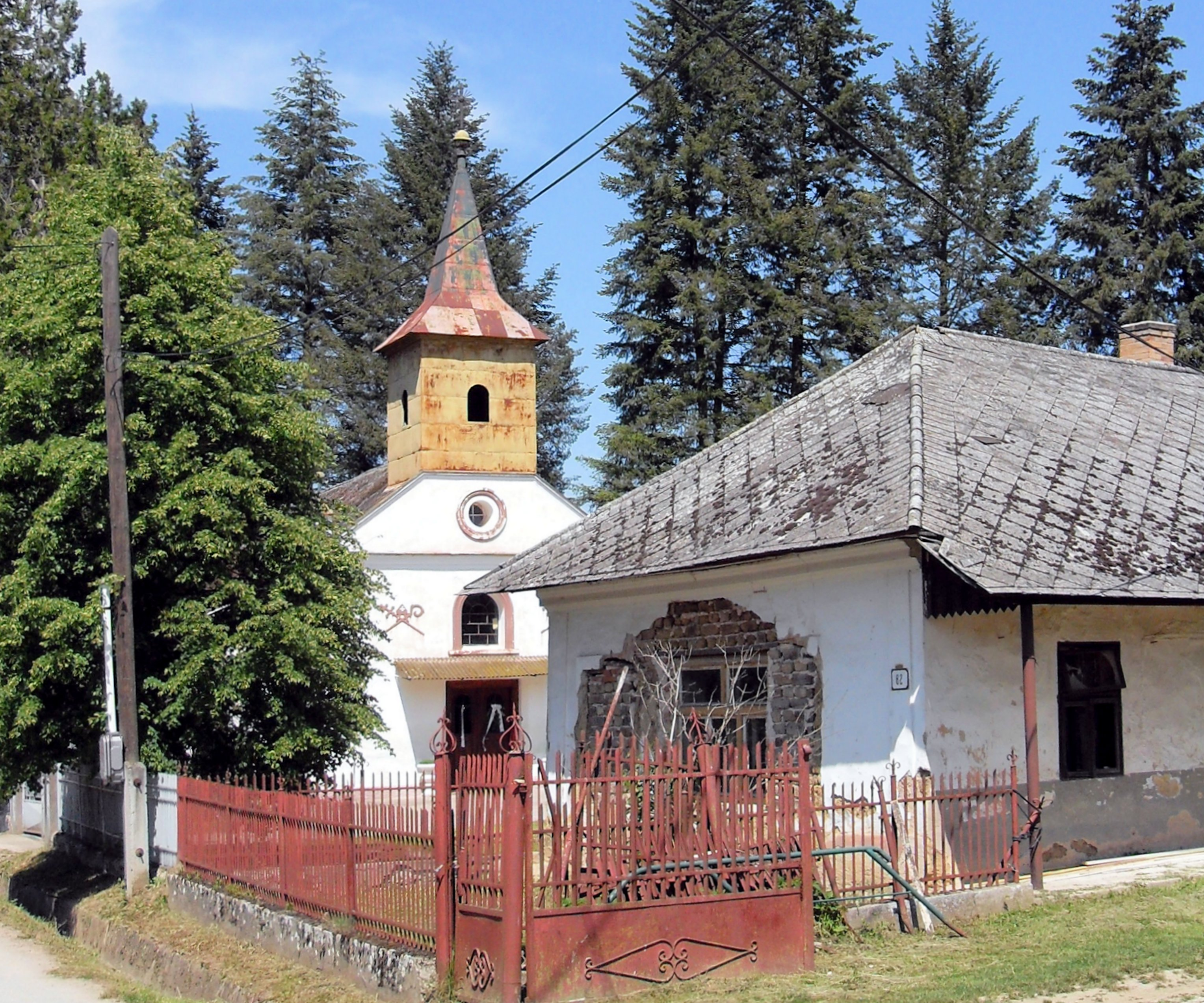
Alte Kirche
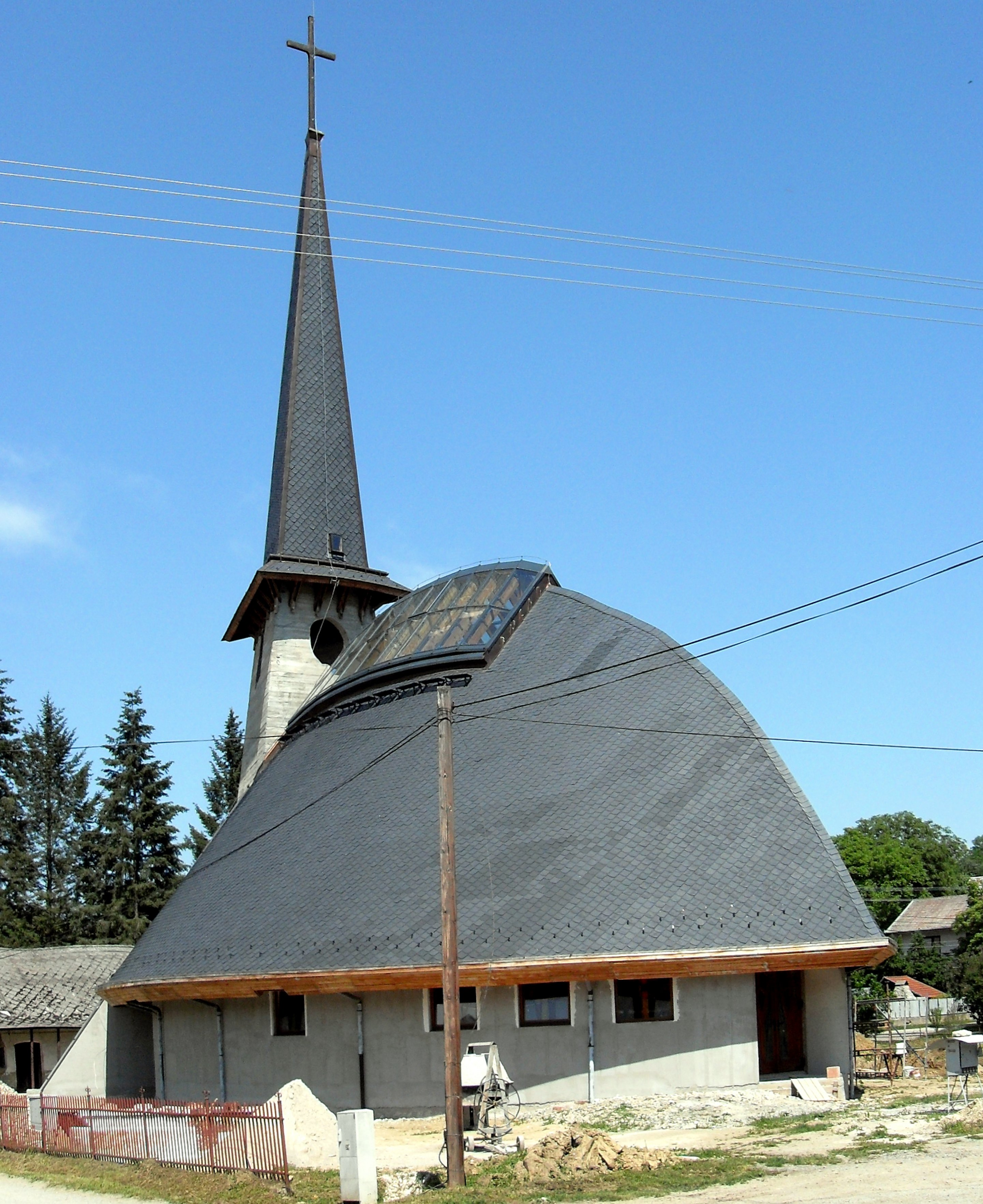
Neue Kirche

## Wirtschaft und Infrastruktur
Die Landwirtschaft spielt nach wie vor eine große Rolle in Rešica. In der weiten, von Kanälen durchzogenen Ebene im Norden werden hauptsächlich Futtermittel und Getreide angebaut, im Süden findet man neben Obstanbau-Flächen vereinzelt an geschützten Hängen auch Weinreben. Die Bewohner arbeiten in der Landwirtschaft oder pendeln in die Industriebetriebe in und um Košice.
Von Rešica führt eine Landstraße nach Kechnec an der I/68 / E 71. Von der Nachbargemeinde Buzica aus führen Verbindungsstraßen in die Städte Moldava nad Bodvou und Košice. Der nächstgelegene Bahnhof befindet sich in Komárovce an der Bahnstrecke Košice-Barca–Rožňava in zehn Kilometern Entfernung.